# 3. november
3. november je 307. dan leta (308. v prestopnih letih) v gregorijanskem koledarju. Ostaja še 58 dni.

## Dogodki
- 1443 – bitka pri Nišu
- 1493 – Krištof Kolumb je v Karibskem morju prvič uzrl otok Dominika
- 1534 – angleški parlament podeli Henriku VIII. poleg posvetne tudi cerkveno oblast
- 1679 – prihajajoči komet zaradi napovedi o koncu sveta povzroči paniko po vsem svetu
- 1805 – Dunaj kapitulira pred francoskimi osvajalci
- 1821 – Nikaragva postane neodvisna država
- 1848 – na Nizozemskem sprejmejo močno spremenjeno ustavo (pripravil jo je Johan Rudolf Thorbecke), ki omeji moč monarhije in poveča moč parlamenta in ministrstev; ustava velja še danes
- 1888 – Jack Razparač ubije zadnjo žrtev
- 1903 – Panama postane neodvisna država
- 1911 – Chevrolet uradno vstopi na avtomobilski trg in se spopade s Fordovim modelom T
- 1918:
  - - v Kielu se upre nemška flota
  - - razpad Avstro-Ogrske
  - - Poljska razglasi neodvisnost in samostojnost
  - - Italija zasede Trst
- 1942 – konec bitke pri El Alameinu
- 1943 – ustanovni sestanek Posvetovalne skupščine odporniškega gibanja v Alžiru
- 1949 – Bonn postane glavno mesto Zvezne republike Nemčije
- 1957 – s Sputnikom 2 izstrelijo v vesolje prvo živo bitje, psičko Lajko
- 1973 – izstrelijo medplanetarno vesoljsko sondo Mariner 10 proti Veneri in Merkurju
- 1975 – Združeno kraljestvo začne izkoriščati naftna polja v Severnem morju
- 1978 – Dominika postane neodvisna država
- 2007 – Pervez Mušaraf razglasi izredne razmere v Pakistanu

## Rojstva
- 1500 – Benvenuto Cellini, italijanski kipar, zlatar († 1571)
- 1604 – Osman II., turški sultan († 1622)
- 1618 – Aurangzeb, indijski mogul († 1707)
- 1633 – Bernardino Ramazzini, italijanski zdravnik († 1714)
- 1801 – Karl Baedeker, nemški založnik († 1859)
- 1831 – Ignatius Donnelly, ameriški pisatelj, družbeni reformator († 1901)
- 1852 – Meidži, japonski cesar († 1912)
- 1872 – Wilfred Batten Lewis Trotter, angleški zdravnik, sociolog († 1939)
- 1886 – Josip Ribičič, slovenski pisatelj, dramatik († 1969)
- 1901 – André Malraux, francoski pisatelj, politik († 1976)
- 1912 – Alfredo Stroessner, paragvajski diktator († 2006)
- 1913 – Marika Rökk, madžarska plesalka, filmska igralka († 2004)
- 1921 – Charles Bronson, ameriški filmski igralec († 2003)
- 1931 – Božo Kos, slovenski ilustrator, urednik in satirik († 2009)
- 1933 – Amartya Sen (Amartya Kumar Sen), indijski humanist, ekonomist, politični teoretik, nobelovec 1998
- 1936 – Roy Stanley Emerson, avstralski tenisač
- 1962 – Anti Rinne, finski politik in predsednik vlade

## Smrti
- 644 – Omar I., arabski kalif (*ok. 581)
- 1190 – Dipold Berški, škof Passaua, križar (* 1140)
- 1220 – Uraka Kastiljska, portugalska kraljica (* 1186)
- 1221 – Fariduddin Attar, perzijski mistik, pesnik (* 1136)
- 1231
  - Vilijem iz Auxerra, francoski teolog in filozof (* 1150)
  - Vladislav III. Tankonogi, poljski vojvoda (* 1161)
- 1254 – Ivan III. Dukas Vatatzes, nikjeski cesar (* 1193)
- 1324 – Petronila de Meath, irska služkinja obtožena čarovništva (* 1300)
- 1373 – Ivana Valoiška, navarska kraljica (* 1343)
- 1643
  - John Bainbridge, angleški astronom, zdravnik (* 1582)
  - Paul Guldin, švicarski matematik, astronom (* 1577)
- 1793 – Olympe de Gouges, francoska revolucionarka, pisateljica in feministka (* 1748)
- 1832 – sir John Leslie, škotski fizik (* 1766)
- 1858 – Harriet Taylor Mill, angleška filozofinja in feministka (* 1807)
- 1908 – Ivan Dečko, slovenski odvetnik, politik (* 1859)
- 1918 – Aleksander Mihajlovič Ljapunov, ruski matematik, mehanik, fizik (* 1857)
- 1926 – Annie Oakley, ameriška strelka (* 1860)
- 1950 – Kuniaki Koiso, japonski general, predsednik vlade (* 1880)
- 1954 – Henri Matisse, francoski slikar (* 1869)
- 1957 – Wilhelm Reich, avstrijski psihiater in psihoanalitik (* 1897)
- 1960 – sir Harold Spencer Jones, angleški astronom (* 1890)
- 1961 – Fran Klemenčič, slovenski slikar (* 1880)
- 1974 – Marija Kmet, slovenska pisateljica (* 1891)
- 1981 – Edvard Kocbek, slovenski pesnik, politik (* 1904)
- 1993 – Lev Sergejevič Termen - Léon Theremin, ruski izumitelj (* 1896)
- 1995 – Bojan Adamič, slovenski skladatelj, dirigent in aranžer (* 1912)
- 2003 – Rasul Gamzatovič Gamzatov, dagestanski pesnik, pisatelj, publicist, politični delavec (* 1923)

## Prazniki in obredi
- Japonska – kulturni dan (文化の日))
- 2005: islam - ramazanski bajram